# Ozero Beloje (sjö i Belarus, Vitsebsks voblast, lat 55,54, long 27,83)
Ozero Beloje (ryska: Озеро Белое) är en sjö i Belarus.   Den ligger i voblasten Vitsebsks voblast, i den norra delen av landet, 180 km norr om huvudstaden Minsk. Ozero Beloje ligger 137 meter över havet. Arean är 0,52 kvadratkilometer. Den sträcker sig 1,3 kilometer i nord-sydlig riktning, och 1,1 kilometer i öst-västlig riktning.
Omgivningarna runt Ozero Beloje är en mosaik av jordbruksmark och naturlig växtlighet. Runt Ozero Beloje är det glesbefolkat, med 19 invånare per kvadratkilometer.